# Jiwarli
Jiwarli is een geslacht van wantsen uit de familie van de Miridae (Blindwantsen). Het geslacht werd voor het eerst wetenschappelijk beschreven door Soto & Weirauch in 2009.

## Soorten
Het genus bevat de volgende soorten:

- Jiwarli exmaculae Soto & Weirauch, 2009
- Jiwarli heliotropium Soto & Weirauch, 2009
- Jiwarli ptilotus Soto & Weirauch, 2009
- Jiwarli solanum Soto & Weirauch, 2009